# Гельмязовский район
Гельмязовский район (укр. Гельмязівський район) — район, существовавший в Золотоношском и Черкасском (Шевченковском) округах, Киевской, Полтавской и Черкасской областях Украинской ССР в 1923—1962 годах. Центр — село Гельмязов.

## История
Гельмязовский район был образован в 1923 года в составе Золотоношского округа Полтавской губернии УССР. В 1925 году был передан в состав Черкасского округа.
15 сентября 1930 года в связи с упразднением округов Гельмязовский район перешёл в прямое подчинение УССР.
27 февраля 1932 года Гельмязовский район был отнесён к Киевской области. 22 сентября 1937 года он был передан в новую Полтавскую область, а 7 января 1954 — в новую Черкасскую область.
К 1 сентября 1946 года район включал 21 сельсовет: Безбородковский, Беспальчевский, Богдановский, Бубновско-Слободский, Гельмязовский, Гладковщинский, Горбановский, Жерноклёвовский, Калениковский, Келебердянский, Ковраевский 1-й, Ковраевский 2-й, Левченковский, Лепляевский, Озерищенский, Подставковский, Плешкановский, Прохоровский, Софиевский, Сушковский и Чопилковский.
30 декабря 1962 года Гельмязовский район был упразднён.

## Население
По данным переписи 1939 года в Гельмязовском районе проживало 37 326 чел., в том числе украинцы — 94,1 %, русские — 4,4 %. По данным переписи 1959 года в Гельмязовском районе проживало 38 260 чел..

## СМИ
В районе с 1931 года издавалась на украинском языке газета «Колективіст Гельмязівщини» (Коллективист Гельмязовщины), в 1944 она сменила название на «Колгоспник Гельмязівщини» (Колхозник Гельмязовщины), а в 1958 — на «Ленінська правда» (Ленинская правда).